# 当別町立西当別小学校
当別町立西当別小学校(とべつちょうりつ にしとうべつしょうがっこう)は、北海道石狩郡当別町太美町にある公立小学校。
校舎は鉄筋コンクリートの3階建て。

## 沿革
- 1951年（昭和26年）
  - 8月1日 - 当別町立西当別小学校設立認可。
  - 11月24日 - 新校舎が落成し、移転。
  - 12月10日 - 校章制定。
  - 12月25日 - 校訓と学校教育目標の制定。
- 1952年（昭和27年）2月11日 - 校歌制定。
- 1957年（昭和32年）11月8日 - 校舎増築・屋内体育館完工。
- 1961年（昭和36年）9月13日 - 開校10周年記念行事挙行。
- 1963年（昭和38年）8月28日 - 校内水道施設設備完成。
- 1964年（昭和39年）6月2日 - 校内放送施設設備完成。
- 1968年（昭和43年）
  - 5月26日 - 十勝沖地震で校舎2階部分が半壊し、2階部分使用不能となる被害が出た。
  - 11月27日 - 災害復旧校舎、新築工事完工。
- 1971年（昭和46年）
  - 4月1日 - 学校教育目標改訂施行。
  - 9月12日 - 開校20周年記念式挙行。
- 1976年（昭和51年）4月1日 - 自転車置場新設。
- 1981年（昭和56年）9月13日 - 開校30周年記念式挙行し、祝賀会開催。
- 1982年（昭和57年）
  - 6月21日 - 新校舎改築工事開始（普通学級4・音楽室・理科室）。
  - 11月25日 - 新校舎完成引渡し。
  - 11月29日 - 新校舎完成祝賀会開催。
  - 12月15日 - 校長室及び保健室改築工事完了。
- 1983年（昭和58年）
  - 6月22日 - 旧体育館とのお別れ式開催。
- 1983年（昭和58年）
  - 6月23日 - 旧体育館解体作業開始。
  - 6月25日 - 新体育館工事開始。
  - 11月23日 - 体育館完成。
  - 12月4日 - 体育館落成式・祝賀会。
- 1984年（昭和59年）
  - 4月27日 - 旧校舎便所改装工事開始し、工作室に転用。
  - 5月18日 - グラウンド整備作業開始。
  - 6月14日 - 樹木移植作業 ランニングコース完成。
  - 6月20日 - グラウンド北側排水溝完成。
  - 11月10日 - 旧校舎屋根根塗装。
- 1985年（昭和60年）9月21日 - モンタナ松35本を植樹。
- 1986年（昭和61年）
  - 8月27日 - 防球ネット取り替え。
  - 10月30日 - 屋体わき側溝完成。
- 1987年（昭和62年）
  - 8月5日 - 旧校舎廊下と職員室天井張り替え。
  - 11月24日 - 開校記念日指定　祝賀会。
- 1988年（昭和63年）9月13日 - 児童玄関増改築。
- 1989年（平成元年）8月28日 - 児童・職員玄関外溝工事。
- 1990年（平成2年）
  - 8月25日 - 児童靴箱増設。
  - 10月1日 - 図書室前廊下天井張り替え。
  - 10月6日 - 水飲み場クロス張り替え。
  - 11月1日 - 工作室（旧家庭科室）の床を修理。
- 1992年（平成4年）
  - 3月31日 - 学級増に伴う教室の改修。
  - 10月27日 - 増築トイレ完成し、使用開始。
- 1993年（平成5年）
  - 3月31日 - 学級増に伴うプレハブ教室完成。
  - 6月28日 - 増築校舎起工式。
  - 1月15日 - 増築校舎上棟式。
- 1994年（平成6年）8月20日 - グラウンド全面改修工事開始。
- 1995年（平成7年）
  - 2月18日 - グラウンド完成祝賀会。
  - 3月31日 - プレハブ教室4教室完成。
- 1996年（平成8年）
  - 11月8日 - 増改築校舎完成。落成式挙行し、祝賀会開催。
  - 12月25日 - 駐車場完備。
- 1997年（平成9年）
  - 4月6日 - 特殊学級「たんぽぽ学級」開設。手稲養護学校機能回復訓練教室開設。
  - 11月25日 - 自転車小屋新設。
  - 11月26日 - グラウンド東側車止め新設。
- 1998年（平成10年）
  - 4月1日 - たんぽぽ学級・情緒障害者児学級開設。
  - 11月 - インターネット開設。
- 1999年（平成11年）
  - 4月1日 - たんぽぽ学級・肢体不自由学級開設。
  - 5月11日 - 教育目標見直し開始。
  - 7月12日 - 地域人材活用「ときめきBANK」設立。
- 2000年（平成12年）
  - 3月4日 - 図工室をたんぽぽ学級に改修。
  - 11月5日 - ミニバスゴール設置。
- 2001年（平成13年）
  - 9月1日 - 開校50周年フェスティバル開催。
  - 9月9日 - 開校50周年記念式典挙行し、祝賀式開催。
  - 9月29日 - 開校50周年地域公開授業研究会・講演会開催。
- 2002年（平成14年）8月27日 - 児童用パソコン20台・教師用パソコン1台・サーバー機1台・プロジェクター1台・プリンター6台設置。
- 2003年（平成15年）4月1日 - たんぽぽ学級・弱視学級開設。児童図書管理のコンピューター化。
- 2004年（平成16年）6月18日 - ハマナス50本植樹（朝日新聞社より寄贈）。
- 2005年（平成17年）4月1日 - PTA奉仕作業（遊具・自転車置き場のペンキ塗り）。
- 2008年（平成18年）
  - 5月9日 - 文部科学省指定「子ども待機スペース交流事業」開始。
  - 5月15日 - 桜の苗木植樹（北海道山林種苗組合より20本）。
  - 6月2日 - 職員玄関にオートロック設置。
- 2007年（平成19年）6月19日 - 国際理解教育開始し、ALTとの学習。
- 2008年（平成20年）4月19日 - コンピュータ更新整備。
- 2010年（平成22年）
  - 1月14日 - 地上波デジタル対応プラズマテレビ更新設置。
  - 5月6日 - 校務用パソコン設置。
  - 5月16日 - 新学校農園本格稼動。
  - 11月17日 - 郷土資料室設営し、教育委員視察。
- 2013年（平成25年）7月26日 - 木のおもちゃが、成田氏より寄贈される。
- 2014年（平成26年）
  - 8月30日 - グラウンドの砂場移設。
  - 9月1日 - 西当別地区プレイハウスが、西当別小学校内に移転。
- 2015年（平成27年）
  - 6月 - この月から、当別町より図書司書配置（月2回）。
  - 7月6日 - 電子黒板配置（通常学級4年生以上、特別支援学級）。
  - 8月30日 - グラウンドの砂場移設。
- 2016年（平成28年）4月1日 - 小中一貫教育推進教師配置（西当別中学校と兼務）。
- 2017年（平成29年）
  - 4月1日 - 小中一貫教育推進教師配置（西当別中学校と兼務）。小中一貫教育（施設分離型）開始。
  - 8月 - この月から11月まで、旧校舎屋根改修工事。
  - 11月20日 - 西当別コミュニティ・スクール開始（第1回CS委員会）。
- 2018年（平成30年）
  - 4月1日 - 小中一貫教育推進教師配置（西当別中学校と兼務）。授業改善推進チーム活用事業開始。
  - 7月 - この月から10月まで、体育館屋根改修工事。

## 教育指針

### 教育目標
- 心ゆさぶる感性

のびのび語り合う子
- 学び求める知性

ぐんぐん学び合う子
- 生き方磨く個性

もりもりきたえ合う子

### 学校課題
自らよく考え、正しく判断する人、人間性豊かな子供の育成 ～基礎･基本をしっかり身につけ実践力を高める子供を目指して～

### 学校像
- うるおいとぬくもりのある学校
- 知恵や創造性を伸ばす学校
- たくましさに満ちた学校

### 経営方針
- 信頼と愛情にあふれ、うるおいとぬくもりのある環境をつくる教育活動の推進。
- 基礎・基本を身につけ、知恵や創造性を生かす教育活動の推進。
- 健康・体力、安全意識の高揚とたくましさの育成を図る教育活動の推進。

## 通学区域と進学先中学校
出典

### 通学区域
- 太美町・太美南・当別太・太美スターライト・ビトエ・獅子内・高岡・スウェーデンヒルズ・川下（右岸）の一部・川下（左岸）の一部

### 進学先中学校
- 当別町立西当別中学校

## 学校周辺
- 玉泉院 - 敷地が隣接
- ふとみ公園 - 当別町道をはさんで、敷地が隣接。
- 社会福祉法人高陽福祉会認定こども園おとぎのくに - 当別町道をはさんで、敷地が隣接。かつ、進学前こども園。
- 太美郵便局

## アクセス
- 当別町コミュニティバス「当別ふれあいバス」あいの里金沢線で、「太美郵便局」バス停下車後、徒歩約115m・約2分。
- JR北海道札沼線（学園都市線）太美駅から、
  - 徒歩約230m・約4分。
  - 上述の「当別ふれあいバス」あいの里金沢線に乗車し、「太美郵便局」バス停まで2分、下車後徒歩。